# Родиния
Родиния (от руски – „родина“, или „раждане“) е хипотетичен суперконтинент, съществувал в протерозойския период на Докамбрия.
Той се появява преди около 1,1 милиарда и се разделя преди около 750 милиона години. По това време на Земята съществува гигантски океан, наречен Мировия, също взето от руски език. Родиния често се смята за най-стария известен суперконтинент, но очертанията и разположението му все още са обект на спорове. Съществува предположение, че преди Родиния, е съществувал и друг суперконтинент на име Кенорланд. След разпадането на Родиния, сушата се обединява в суперконтинента Панотия, а след неговото разпадане – в суперконтинента Пангея.